# Vanilla Ninja (album)
Albums de Vanilla Ninja
Traces of Sadness
Vanilla Ninja est le premier album de Vanilla Ninja.

## Liste des morceaux
1. "Guitar and Old Blue Jeans" — 4:02 (version anglaise de "Vanad teksad ja kitarr")
2. "Why?" — 3:42
3. "Club Kung-Fu" — 2:42
4. "Nagu Rockstaar" — 4:10
5. "Purunematu" — 3:25 (version estonienne de "Sugar and Honey")
6. "Inner Radio" — 3:00
7. "Outcast" — 3:59
8. "Toxic" — 2:23
9. "Spit It Out" — 4:46
10. "Psycho" — 3:17
11. "Klubikuningad" — 2:05
12. "Polluter" — 3:23
13. "Vanad teksad ja kitarr" — 3:42 (version estonienne de "Guitar and Old Blue Jeans")
14. "Sugar and Honey" — 3:26 (version anglaise de "Purunematu")
15. "Club Kung-Fu" (drum'n'bass remix) — 3:42

## Résultats
- n°1 (Estonie)

## Singlestirés de l’album

### Club Kung-Fu
- Label : TopTen (Estonie), Zyx (Allemagne)
- Sortie : 2003 (Estonie), 16 février 2004 (Allemagne)
- Liste des morceaux :

1. "Club Kung-Fu" (Massimo Radio edit)
2. "Club Kung-Fu" (Short edit)
3. "Club Kung-Fu" (Dance Radio)
4. "Club Kung-Fu" (Club Mix)
5. "Club Kung-Fu" (Fast Break Beat Mix)
6. "Club Kung-Fu" (Massimo Radio Slow Break Mix)

- classement : n°95 (Allemagne)